# Граф Кілморі

Герб графів Кілморі.

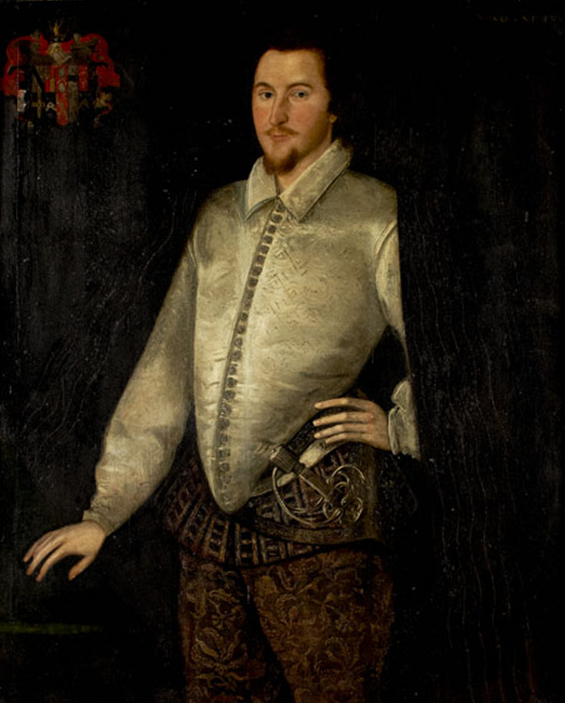
Сер Роберт Нідгем – І віконт Кілморі.

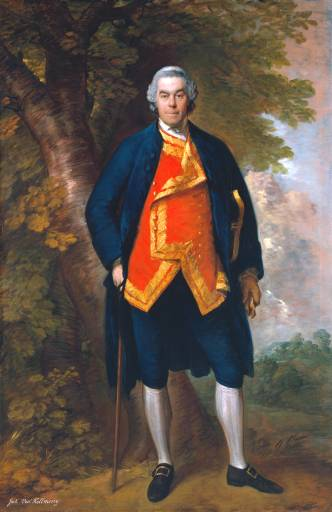
Джон Нідгем – Х віконт Кілморі.

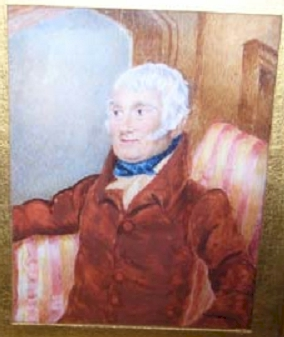
Френсіс Нідгем – І граф Кілморі.

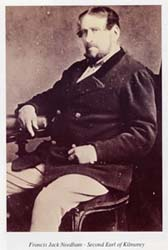
Френсіс Джек Нідгем – ІІ граф Кілморі.

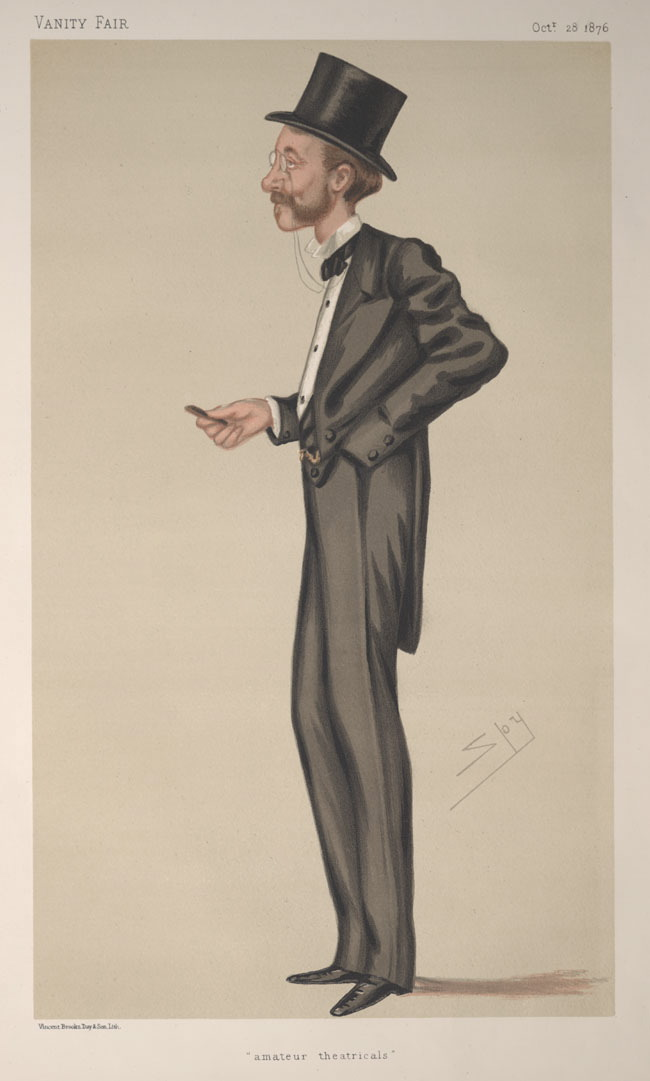
Френсіс Чарльз Нідгем – ІІІ граф Кілморі. Карикатура «Аматорські театри» із серії «Ярмарок марнославства». 1876 р.

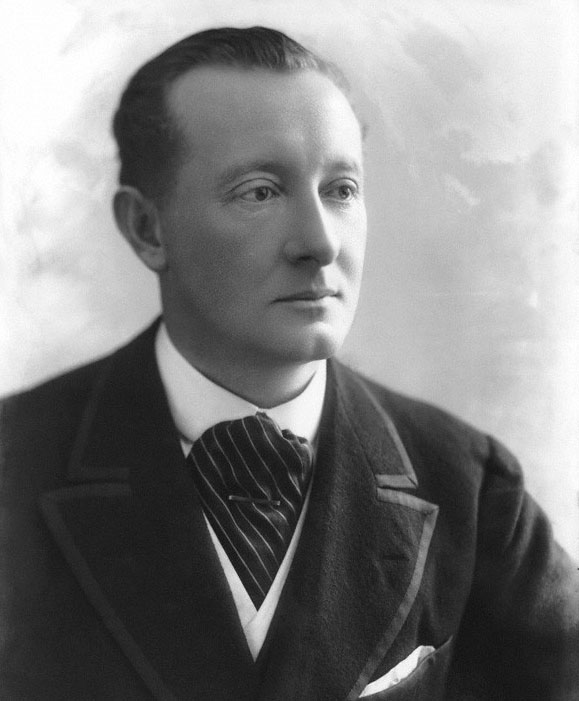
Капітан Френсіс Чарльз Адельберт Генрі Нідгем – ІV граф Кілморі.

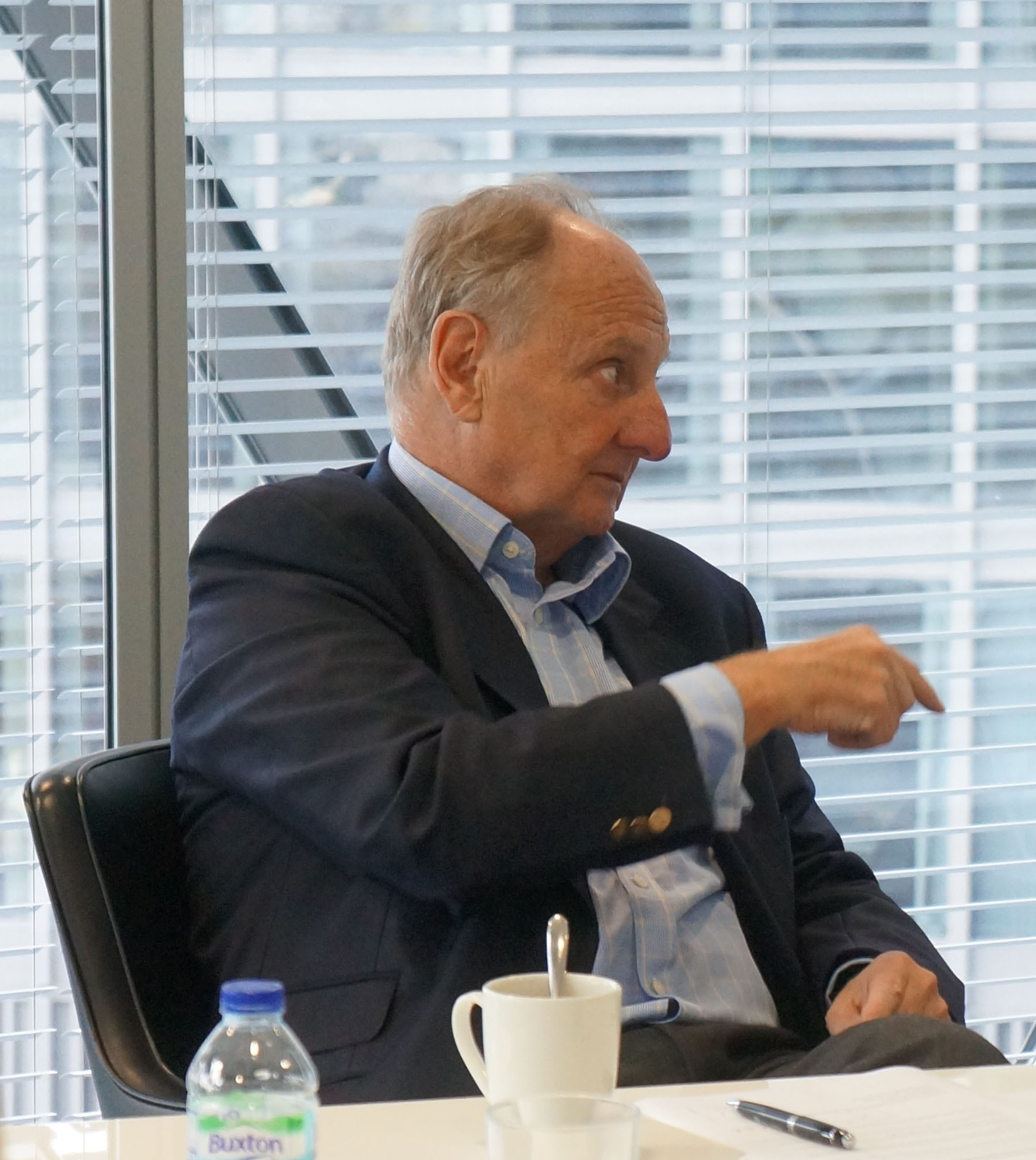
Річард Френсіс Нідгем – VІ граф Кілморі.

Граф Кілморі (англ. - Earl of Kilmorey) – аристократичний титул в перстві Ірландії. 

## Гасло графів Кілморі
Nunc aut nunquam – «Зараз або ніколи» (лат.)

## Історія графів Кілморі
Титул граф Кілморі був створений в перстві Ірландії в 1822 році для Френсіса Нідгема – ХІІ віконта Кілморі, генерала британської королівської армії, депутата парламенту Об’єднаного Королівства Великобританії та Ірландії від Ньюрі. Крім цих титулів він ще отримав титул віконта Ньюрі та Морн, що в графстві Даун. Цей титул був теж створений в перстві Ірландії. 
Титул віконт Кілморі був створений в перстві Ірландії в 1625 році для сера Роберта Нідгема – депутата парламенту Англії від графства Шропшир, верховного шерифа графства Шропшир у 1606 році. Він був відомим англійським політиком та пером Ірландії. Він був старшим сином Роберта Нідгема з Шавінгтон-Холл, що поблизу Аддерлі, графство Шропшир. Він отримав освіту в школі Шрусбері (1577) та коледжі Святого Джона в Кембриджі (1582) і отримав юридичну підготовку у юридичній спілці «Внутрішній Храм» в 1583 році. Він служив в Ірландії і був посвячений в лицарі лорд-заступником Ірландії в 1594 році. Він успадкував маєтки свого батька в 1603 році - Шавінгтон-Холл в Аддерлі, графство Шропшир. Він отримав посади мирового судді графства Шропшир в 1596 році, заступника лейтенанта графства Шропшир в 1600 році та Верховного шерифа графства Шропшир в 1606 – 1607 роках. У 1609 році він був включений в Раду Уельсу, став віце-президентом ради в 1614 році. У 1593 і 1604 роках він обирався депутатом парламенту Англії від графства Шропшир. У 1625 році він отримав титул віконта Кілморі. Помер у 1631 році і був похований в Аддерлі. Його спадкоємцем став його старший син Роберт. Віконт Кілморі був одружений чотири рази: перший раз одружився з Джейн Лейсі – дочкою Джона Лейсі 10 серпня 1586 року. У них народився син Роберт. Вдруге він одружився з Енн Дойлі 14 жовтня 1594 року. Втретє він одружився з Кетрін Робінсон – дочкою Джона Робінсона. У 1629 році він одружився вчетверте з двічі овдовілою Дороті - дочкою Амброза Сміта з Чіпсайду. 
Титул успадкував його син Роберт Нідгем, що став ІІ віконтом Кілморі. Він був депутатом парламенту Англії і представляв Ньюкастл-андер-Лайм, був затятим роялістом, підтримував короля Англії, Шотландії та Ірландії Карла І під час громадянської війни на Британських островах. Він отримав освіту в школі Шрусбері. У 1614 році був обраний депутатом парламенту від Нюкастл-андер-Лайм. У 1627 році він отримав посаду мирового судді графства Ланкашир. У 1631 році успадкував титули та маєтки свого батька віконта Кілморі та барона Оргера, маєток Шавінгтон-Холл в Аддерлі, графство Шропшир. Під час громадянської війни воював на стороні роялістів. Приєднався до честерського гарнізону, яким командував його зять лорд Джон Байрон. Його молодшого сина захопили в полон в 1645 році, ходили чутки, що його дружина вбита. Роберт приєднався до оксфордського гарнізону і був в його складі до капітуляції міста 24 червня 1646 року. Його відпустили і наклали на нього штраф як на «порушника» в розмірі 3560 фунтів стерлінгів, врахувавши те, що його маєток був сильно пошкоджений під час бойових дій.  Він зумів зменшити цю суму до 2360 фунтів стерлінгів, пообіцявши виплачувати стипендію в розмірі 90 фунтів священику, що проживав в Ренбері, графство Чешир. Під час Третьої громадянської війни на Британських островах його знову заарештували, коли Карл ІІ вів шотландську армію через Чешир. Але знову відпустили. Решту життя він провів тихо, помер в Даттоні, графство Чешир 12 вересня 1653 року. Він одружився з Френсіс Андерсон - дочкою олдермена сера Генрі Андерсона з Лондона та його дружини Елізабет Бойєр. У шлюбі Роберт та Френсіс мали одного сина та двох доньок: 
- Роберт Нідгем
- Френсіс Нідгем

Приблизно в 1623 році він одружився з Елеонорою, дочкою Томаса Даттона з Даттона. Елеонора була вдовою Гілберта - лорда Джерарда з Джеррардс-Бромлі, графство Стаффордшир. У Роберта та Елеонори було дванадцять дітей, у тому числі син Чарльз, і Елеонора (померла в 1663 р.) Елеонара стала другою дружиною Джона Байрона – І барона Байрон, однією з найбільших красунь англійського двору та, згідно з щоденником Семюеля Пепісома стала сімнадцятою коханкою короля Англії Карла II.     
Його молодший син Чарльз Нідгем успадкував титул від свого зведеного брата і став IV віконтом Кілморі. Він теж воював під час громадянської війни на сторони роялістів. 
Праправнук Чарльза Нідгема, IV віконта Кілморі – Френсіс Нідгем успадкував титул і став ХІІ віконтом. У 1822 році він був нагороджений титулом графа Кілморі. Він був відомим політиком, депутатом парламенту та військовим діячем. Він був третім сином Джона Нідгема – Х віконта Кілморі та Анни (уродженої Герлстон). Він пішов на службу до лав британської армії в 1762 році та брав участь у Війні за незалежність США (звісно, на стороні Англії), де потрапив у полон під час облоги Йорктауна в 1781 році. Він також воював у війнах з Францією,  але найбільше запам’ятався своєю роллю під час Ірландського повстання 1798 року. Він був головним командувачем британської армії в битві при Арклоу та командував однією з п’яти колон британської армії у битві при Вінегар-Хілл. У 1804 році він був призначений полковником 5-го королівського ветеранського батальйону. У 1810 році він отримав звання довічного полковника 86-го піхотного полку, а в 1812 році — генерала. З 1806 по 1818 рік він був депутатом Палати громад парламенту і представляв Ньюрі. Він змінив успадкував титули від свого старшого брата в 1818 році, але оскільки це було ірландське перство, це не давало йому права на місце в Палаті лордів Великобританії. У 1822 році він був удостоєний честі, коли отримав титул віконта Ньюрі і Морна в графстві Даун і графа Кілморі. Обидва титули були в Перстві Ірландії. Лорд Кілморі одружився з Енн - донькою Томаса Фішера (1765 – 1816) у 1787 році. У них було двоє синів і вісім дочок: 
- Френсіс (1787 – 1880) – ІІ граф Кілморі
- Леді Френсіс Маргаретта Енн (1789 – 1789)
- Леді Анна Марія Єлизавета (1790 – 1866)
- Леді Амелія (1791 – 1860)
- Леді Френсіс Елізабет (1792 – 1890)
- Леді Селіна (1794 – 1876)
- Леді Джорджіана (1795 – 1888)
- Леді Алісія Мері (1796 – 1885)
- Френсіс Генрі Вільям (1799 – 1868)
- Леді Мабелла Жозефіна (1801 – 1899)

Він помер у листопаді 1832 року у віці 84 років. 
Титул успадкував його старший син Френсіс Джек Нідгем, що став ІІ графом Кілморі. Він був обраний депутатом Палати громад парламенту Об’єднаного Королівства Великобританії та Ірландії і представляв Ньюрі – з 1819 до 1826 року. У 1832 році він успадкував титул графа, але оскільки це був ірландський титул, це не давало йому права на місце в Палата лордів. Він служив Верховним шерифом графства Даун протягом 1828 року. Він одружився з Джейн Ган-Канінгем у 1814 році, вони розлучилися в 1835 році, і вона померла в 1867 році. Він одружився вдруге з Мартою Фостер (1838 – 1908) 20 листопада 1867 року. Френсіс Джек Нідгем викликав скандал у вікторіанському суспільстві, втікши зі своєю підопічною Прісциллою Енн Гост (26 червня 1823 – 21 жовтня 1854), коли йому було близько п’ятдесяти, а їй було тільки 20.  Прісцилла Гост була донькою адмірала сера Вільяма Госта та його дружини леді Гаррієт Волпол. Її батько помер, коли вона була маленькою дитиною, а мати нібито недбало ставилася до всього. Через рік після їхньої втечі, у липні 1844 року, у них народився син Чарльз, якого лорд Кілморі визнав своїм сином і дав йому своє прізвище. Він поселив свою коханку в сусідньому будинку і влаштував тунель між будинками. Прісцилла померла від серцевої хвороби 21 жовтня 1854 року, її поховали в мавзолеї, який був спеціально замовлений лордом Кілморі для них обох, з написом «Прісцілла, кохана Френсіса Джека, графа Кілморі». Коли сам Кілморі помер у червні 1880 року у віці 92 років, його поховали поруч із нею в мавзолеї під барельєфом, на якому зображена вмираюча Прісцилла на дивані в оточенні її коханця та десятирічного сина. Мавзолей Кілморі зроблений у давньоєгипетському стилі, нині є пам’яткою історії та культури. Будівництво коштувало 30 000 фунтів стерлінгів і кілька разів переносилося. Мавзолей розташований у Сент-Маргаретс у Твікенгемі та охороняється Радою Річмонда на Темзі та Англійською спадщиною. 
Титул успадкував його син Френсіс Чарльз Нідгем, що став ІІІ графом Кілморі. Він недовго був депутатом Палати громад парламенту від Ньюрі. Потім він був депутатом Палати лордів парламенту як представник Ірландії в 1881 – 1915 роках. Освіту він здобув в Ітоні та в Крайс-Черч, Оксфорд. Він вчився в коледжі, коли там викладав Льюїс Керролл, а сусідами по ірландському маєтку Френсіса були Лідделли, у яких була дочка Аліса – прототип дівчинки з відомої казки. У 1874 році він отримав посаду Верховного шерифа графства Даун. У 1890 році він став кавалером ордена Святого Патріка. Як віконт Ньюрі, він отримав звання корнета в кавалерії Північного Шропширу в 1865 році, потім отримав підвищення до капітана в 1871 році, перш ніж Кавалерія була об’єднана в Об’єднаний полк Шропширу Йоменрі. Він продовжив навчання, отримавши звання майора в 1883 році, потім отримав звання  підполковника, командував полком у 1889 році. Він вийшов у відставку в 1896 році і отримав звання почесного полковника. Після вступу на престол короля Едуарда VII у 1901 році лорд Кілморі був призначений ад’ютантом (позаштатним) Його Величності для служби в Його Йоменрі – отримав  звання полковника у Йоменрі. У 1881 році лорд Кілморі одружився з Еллен Констанс Болдок – донькою Едварда Холмса Болдока (депутата від Шрусбері). Вона була відомою красунею, викликала скандал, отримавши в спадок «Текські смарагди» серед інших коштовностей від свого коханця - принца Френсіса Текського, брата королеви Марії.  Вважається, що вона також мала зв’язок з королем Едуардом VII, що часто відвідував маєтки Кілморі в Морн-Парку, графство Даун. Лорд Кілморі помер у липні 1915 року у віці 72 років від плевриту та пневмонії у своєму таунхаусі в Мейфері на Олдфорд-стріт, 5. Його поховали в Кілкілі, графство Даун. Леді Кілморі померла в 1920 році.
Титул успадкував його старший син Френсіс Чарльз Адельберт Генрі Нідгем, що став IV графом Кілморі. Він служив лорд-лейтенантом графства Даун, віце-адміралом Ольстера, командувачем Королівського військово-морського резерву Ольстерської дивізії. Він був депутатом Палати лордів парламенту як представник Ірландії в 1916 – 1961 роках. Він був останнім пером, що представляв Ірландію в Палаті лордів.
Титул успадкував його племінник Френсіс Джек Річард Патрік Нідгем, що став V графом Кілморі. Він був сином його ясновельможності майора Френсіса Едварда Нідгема – другого сина ІІІ графа Кілморі. 
На сьогодні титул графа Кілморі носить старший син V графа Кілморі Річард Френсіс Нідгем, що став VI графом Кілморі. Він успадкував титул у 1977 році. Але він не використовував свої титули графа Кілморі та титул ввічливості віконта Ньюрі та Морн, на який він мав право в 1969 – 1977 роках. Він всім був відомий тільки як сер Річард Нідгем. Він був міністром уряду консерваторів.
Родинним гніздом графів Кілморі був маєток Морн-Парк, що поблизу Кілкіл, графство Даун. Маєток належить нащадкам IV графа Кілморі, але він був сильно пошкоджений пожежею в 2013 році.   

## Віконти Кілморі (1625)
- Роберт Нідгем (помер 1631) – І віконт Кілморі
- Роберт Нідгем (помер 1653) – ІІ віконт Кілморі
- Роберт Нідгем (помер 1657) – ІІІ віконт Кілморі
- Чарльз Нідгем (помер 1660) – IV віконт Кілморі
- Роберт Нідгем (1655–1668) – V віконт Кілморі
- Томас Нідгем (бл. 1659 – 1687) – VI віконт Кілморі
- Роберт Нідгем (1683 – 1710) – VII віконт Кілморі
- Роберт Нідгем (1702 – 1717) – VIII віконт Кілморі
- Томас Нідгем (1703 – 1768) – IX віконт Кілморі
- Джон Нідгем (1710 – 1791) – X віконт Кілморі.
- Роберт Нідгем (1746 – 1818) – XI віконт Кілморі
- Френсіс Нідгем (1748 – 1832) – XII віконт Кілморі (отримав титул граф Кілморі в 1822 р.)

## Графи Кілморі (1822)
- Френсіс Нідгем (1748 – 1832) – І граф Кілморі
- Френсіс Джек Нідгем (1787 – 1880) – ІІ граф Кілморі
- Френсіс Чарльз Нідгем (1842 – 1915) – ІІІ граф Кілморі
- Френсіс Чарльз Адельберт Генрі Нідгем (1883 – 1961) – IV граф Кілморі
- Френсіс Джек Річард Патрік Нідгем (1915 – 1977) – V граф Кілморі
- Річард Френсіс Нідгем (нар. 1942) – VI граф Кілморі

Спадкоємцем титулу є син нинішнього власника титулу Роберт Френсіс Джон Нідгем – віконт  Ньюрі та Морн (народився в 1966 році). Спадкоємцем спадкоємця титулу є його син Томас Френсіс Майкл Нідгем (нар. 1998).